# مسجد الفاتح (بفورتسهايم)

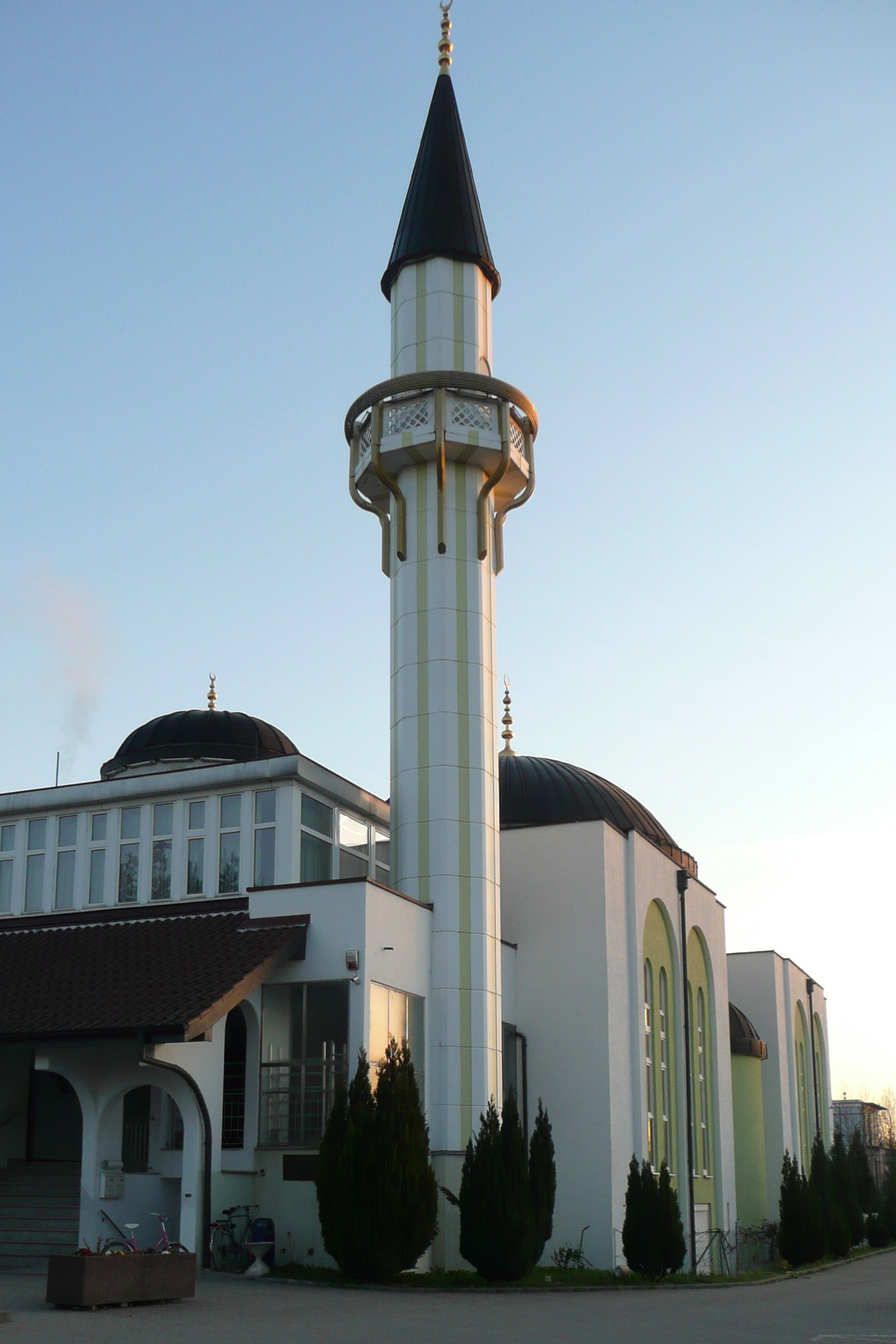
مسجد الفاتح في بفورتسهايم

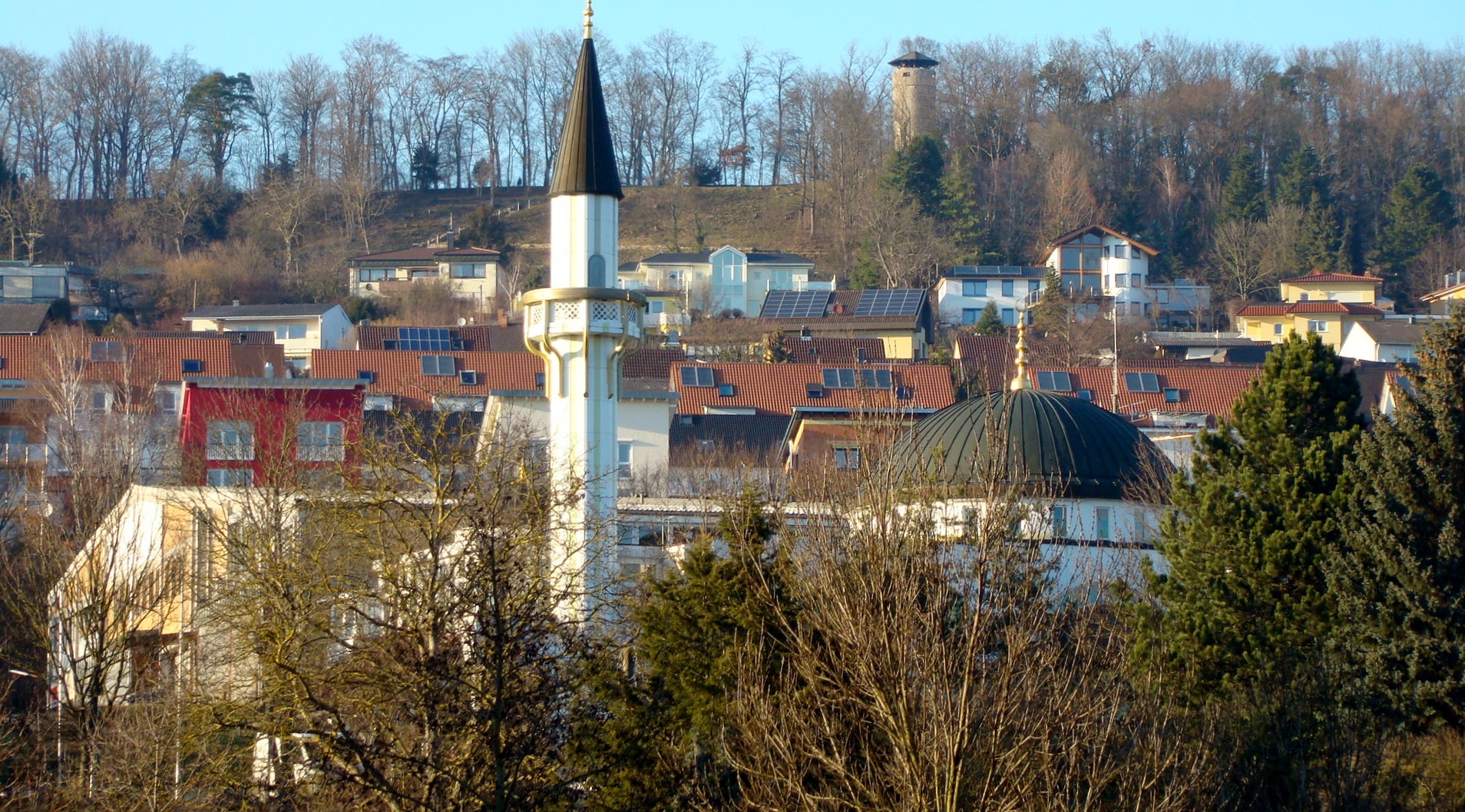
Enzauenpark بهدف المسجد

جامع الفاتح ((بالألمانية: „Eroberer-Moschee“)‏) في بفورتسهايم ، استمر بناء الجامع من 1990 إلى 1992 وهو  أول مسجد في ولاية  بادن-فورتمبيرغ .يتسع  المسجد حوالي 750 مصلى.
مئذنة المسجد يبلغ ارتفعها  حوالي  23 مترا  تم وضع حجر الأساس في 17. في آذار / مارس 1990 ، افتتاحه في 26. أيلول / سبتمبر 1992. تكاليف البناء بلغت 5.5 مليون مارك.

## الروابط
- بفورتسهايم Fatih Camii